# Liste der Gebietsänderungen im Bezirk Rostock

Bezirk Rostock in der DDR

Die Liste der Gebietsänderungen im Bezirk Rostock enthält wichtige Änderungen der Gemeindegebiete des Bezirks Rostock der DDR in der Zeit vom 25. Juli 1952 bis zum 2. Oktober 1990. Dazu zählen unter anderem Zusammenschlüsse und Trennungen von Gemeinden, Eingliederungen von Gemeinden in eine andere, Änderungen des Gemeindenamens und größere Umgliederungen von Teilen einer Gemeinde in eine andere.

## Legende
- Datum: juristisches Wirkungsdatum der Gebietsänderung
- Gemeinde vor der Änderung: Gemeinde vor der Gebietsänderung
- Maßnahme: Art der Änderung
- Gemeinde nach der Änderung: Gemeinde nach der Gebietsänderung
- Landkreis: Landkreis der Gemeinde nach der Gebietsänderung
- OT: Ortsteil

Die Sortierung erfolgt chronologisch: Datum, Stadtkreis, Landkreis, aufnehmende oder neu gebildete Gemeinde. Heute noch bestehende Gemeinden sind farbig unterlegt. Die Gemeinden, die in den Bezirk Rostock wechselten, sind grün, diejenigen, die ihn verließen, rot unterlegt.

## Liste
| Datum      | Gemeinde vor der Änderung                                                                                                | Maßnahme | Gemeinde nach der Änderung                                                                                               | Kreis |
| ---------- | --- | --- | --- | --- |
| 25.07.1952 | Errichtung des Bezirks Rostock 11 Landkreise, 3 Stadtkreise                                                              | Errichtung des Bezirks Rostock 11 Landkreise, 3 Stadtkreise                                                              | Errichtung des Bezirks Rostock 11 Landkreise, 3 Stadtkreise                                                              | Errichtung des Bezirks Rostock 11 Landkreise, 3 Stadtkreise                                                              |
| 04.12.1952 | Klein Warin, Kreis Sternberg Bezirk Schwerin                                                                             | Umgliederung | Klein Warin | Wismar-Land |
| 01.01.1956 | Zusammenschluss der Kreise Bergen und Putbus zum Kreis Rügen 11 Landkreise, 3 Stadtkreise → 10 Landkreise, 3 Stadtkreise | Zusammenschluss der Kreise Bergen und Putbus zum Kreis Rügen 11 Landkreise, 3 Stadtkreise → 10 Landkreise, 3 Stadtkreise | Zusammenschluss der Kreise Bergen und Putbus zum Kreis Rügen 11 Landkreise, 3 Stadtkreise → 10 Landkreise, 3 Stadtkreise | Zusammenschluss der Kreise Bergen und Putbus zum Kreis Rügen 11 Landkreise, 3 Stadtkreise → 10 Landkreise, 3 Stadtkreise |
| 01.01.1956 | Vorder Bollhagen | Eingliederung | Bad Doberan | Bad Doberan |
| 01.01.1956 | Brook | Eingliederung | Elmenhorst | Grevesmühlen |
| 01.01.1956 | Wahrstorf | Eingliederung | Groß Walmstorf | Grevesmühlen |
| 01.01.1956 | Oberhof | Eingliederung | Klütz | Grevesmühlen |
| 01.01.1956 | Greschendorf | Eingliederung | Mallentin | Grevesmühlen |
| 01.01.1956 | Groß Mist Klein Mist | Zusammenschluss | Neuleben | Grevesmühlen |
| 01.01.1956 | Wüstenmark | Eingliederung | Testorf-Steinfort | Grevesmühlen |
| 01.01.1956 | Grimmen OT Jessin | Neubildung | Jessin | Grimmen |
| 01.01.1956 | Grimmen OT Klevenow | Neubildung | Klevenow | Grimmen |
| 01.01.1956 | Grimmen OT Stoltenhagen                                                                                                  | Neubildung | Stoltenhagen | Grimmen |
| 01.01.1956 | Eixen OT Ravenhorst | Neubildung | Ravenhorst | Ribnitz-Damgarten |
| 01.01.1956 | Lubkow | Eingliederung | Karow | Rügen |
| 01.01.1956 | Lieschow | Eingliederung | Ummanz (Insel) | Rügen |
| 01.01.1956 | Neuhof | Eingliederung | Heringsdorf, Seebad | Wolgast |
| 01.01.1956 | Ulrichshorst | Eingliederung | Korswandt | Wolgast |
| 01.01.1956 | Mahlzow | Eingliederung | Wolgast | Wolgast |
| 01.07.1956 | Mummendorf, OT Papenhusen                                                                                                | Neubildung | Papenhusen | Grevesmühlen |
| 01.07.1956 | Menzendorf, OT Blüssen                                                                                                   | Umgliederung | Papenhusen | Grevesmühlen |
| 01.07.1956 | Rodenberg | Eingliederung | Papenhusen | Grevesmühlen |
| 01.01.1957 | Insel Riems | Eingliederung | Greifswald | – |
| 01.01.1957 | Groß Bölkow Hohen Luckow                                                                                                 | Zusammenschluss | Bölkow | Bad Doberan |
| 01.01.1957 | Hastorf | Eingliederung | Hanstorf | Bad Doberan |
| 01.01.1957 | Alt Karin Neu Karin | Zusammenschluss | Karin | Bad Doberan |
| 01.01.1957 | Löwitz Kreis Grevesmühlen                                                                                                | Umgliederung | Löwitz | Gadebusch, Bezirk Schwerin                                                                                               |
| 01.01.1957 | Vitense Parber Kreis Grevesmühlen                                                                                        | Umgliederung | Vitense Parber | Gadebusch, Bezirk Schwerin                                                                                               |
| 01.01.1957 | Wieschendorf | Eingliederung | Dassow | Grevesmühlen |
| 01.01.1957 | Steinbeck | Eingliederung | Klütz | Grevesmühlen |
| 01.01.1957 | Hof Reppenhagen Welzin                                                                                                   | Zusammenschluss | Reppenhagen | Grevesmühlen |
| 01.01.1957 | Diedrichshagen Schildberg                                                                                                | Eingliederung | Rüting | Grevesmühlen |
| 01.01.1957 | Malzow | Eingliederung | Schönberg | Grevesmühlen |
| 01.01.1957 | Groß Prevtshagen Kasterin                                                                                                | Eingliederung | Upahl | Grevesmühlen |
| 01.01.1957 | Gallentin Groß Stieten                                                                                                   | Eingliederung | Bad Kleinen | Wismar-Land |
| 01.01.1957 | Groß Strömkendorf Robertsdorf                                                                                            | Eingliederung | Blowatz | Wismar-Land |
| 01.01.1957 | Rambow | Eingliederung | Dorf Mecklenburg | Wismar-Land |
| 01.01.1957 | Klein Warin | Eingliederung | Reinstorf | Wismar-Land |
| 20.06.1957 | Metersen | Eingliederung | Bölkow | Bad Doberan |
| 20.06.1957 | Börgerende Rethwisch | Zusammenschluss | Börgerende-Rethwisch | Bad Doberan |
| 20.06.1957 | Dammerstorf | Eingliederung | Dettmannsdorf | Ribnitz-Damgarten |
| 20.06.1957 | Müggenburg | Eingliederung | Sundische Wiese | Ribnitz-Damgarten |
| 20.06.1957 | Bad Kleinen OT Groß Stieten                                                                                              | Neubildung | Groß Stieten | Wismar-Land |
| 20.06.1957 | Niendorf | Eingliederung | Groß Stieten | Wismar-Land |
| 01.01.1958 | Groß Stove, OT Klein Stove                                                                                               | Umgliederung | Kritzmow | Rostock-Land |
| 01.04.1959 | Jahnkendorf Poppendorf                                                                                                   | Eingliederung | Allerstorf | Ribnitz-Damgarten |
| 01.04.1959 | Brunstorf | Eingliederung | Marlow | Ribnitz-Damgarten |
| 01.04.1959 | Langenhanshagen Wiepkenhagen                                                                                             | Eingliederung | Trinwillershagen | Ribnitz-Damgarten |
| 01.04.1959 | Willershagen | Eingliederung | Gelbensande | Rostock-Land |
| 01.04.1959 | Neu Reddevitz | Eingliederung | Lancken-Granitz | Rügen |
| 01.01.1957 | Seedorf, OT Burtevitz | Umgliederung | Lancken-Granitz | Rügen |
| 01.01.1957 | Lancken-Granitz, OT Groß Stresow                                                                                         | Umgliederung | Putbus | Rügen |
| 01.04.1959 | Seedorf | Eingliederung | Sellin, Ostseebad | Rügen |
| 01.04.1959 | Lutterstorf | Eingliederung | Beidendorf | Wismar-Land |
| 01.04.1959 | Dalliendorf | Eingliederung | Bobitz | Wismar-Land |
| 01.04.1959 | Losten | Eingliederung | Groß Stieten | Wismar-Land |
| 01.04.1959 | Triwalk | Eingliederung | Lübow | Wismar-Land |
| 01.04.1959 | Neuburg Steinhausen | Zusammenschluss | Neuburg-Steinhausen | Wismar-Land |
| 01.04.1959 | Perniek | Eingliederung | Neukloster | Wismar-Land |
| 01.01.1960 | Hinrichsdorf | Eingliederung | Rostock | – |
| 01.01.1960 | Satow, OT Miekenhagen | Umgliederung | Radegast | Bad Doberan |
| 01.01.1960 | Kloster Wulfshagen | Eingliederung | Brünkendorf | Ribnitz-Damgarten |
| 01.01.1960 | Alt Guthendorf | Eingliederung | Marlow | Ribnitz-Damgarten |
| 01.01.1960 | Sundische Wiese | Eingliederung | Zingst, Ostseebad | Ribnitz-Damgarten |
| 01.01.1960 | Dubnitz | Eingliederung | Saßnitz | Rügen |
| 01.01.1960 | Groß Woltersdorf | Eingliederung | Barnekow | Wismar-Land |
| 01.01.1960 | Kletzin | Eingliederung | Dorf Mecklenburg | Wismar-Land |
| 01.01.1960 | Warnkenhagen | Eingliederung | Glasin | Wismar-Land |
| 01.01.1960 | Kletzin OT Moltow | Umgliederung | Hohen Viecheln | Wismar-Land |
| 01.01.1960 | Freest Spandowerhagen | Eingliederung | Kröslin | Wolgast |
| 25.11.1960 | Bartenshagen Parkentin                                                                                                   | Zusammenschluss | Bartenshagen-Parkentin                                                                                                   | Bad Doberan |
| 25.11.1960 | Wendelsdorf | Eingliederung | Bastorf | Bad Doberan |
| 01.01.1961 | Grenzin | Eingliederung | Buchholz | Stralsund-Land |
| 01.07.1961 | Grubenhagen | Eingliederung | Weitenhagen | Greifswald |
| 01.07.1961 | Strohkirchen | Eingliederung | Bernstorf | Grevesmühlen |
| 01.07.1961 | Tarnewitz | Eingliederung | Boltenhagen, Ostseeküste                                                                                                 | Grevesmühlen |
| 01.07.1961 | Gostorf | Eingliederung | Börzow | Grevesmühlen |
| 01.07.1961 | Reppenhagen | Eingliederung | Damshagen | Grevesmühlen |
| 01.07.1961 | Klein Voigtshagen | Eingliederung | Dassow | Grevesmühlen |
| 01.07.1961 | Degtow | Eingliederung | Grevesmühlen | Grevesmühlen |
| 01.07.1961 | Niendorf OT Klein Siemz                                                                                                  | Umgliederung | Groß Siemz | Grevesmühlen |
| 01.07.1961 | Neuenhagen Groß Schwansee                                                                                                | Eingliederung | Kalkhorst | Grevesmühlen |
| 01.07.1961 | Schönberg OT Petersberg                                                                                                  | Umgliederung | Lockwisch | Grevesmühlen |
| 01.07.1961 | Herrnburg Palingen Schattin                                                                                              | Eingliederung | Lüdersdorf | Grevesmühlen |
| 01.07.1961 | Kirch Mummendorf, OT Hof Mummendorf                                                                                      | Umgliederung | Mallentin | Grevesmühlen |
| 01.07.1961 | Kirch Mummendorf | Eingliederung | Papenhusen | Grevesmühlen |
| 01.07.1961 | Benckendorf | Eingliederung | Pötenitz | Grevesmühlen |
| 01.07.1961 | Kirch Mummendorf, OT Tramm                                                                                               | Umgliederung | Roggenstorf | Grevesmühlen |
| 01.07.1961 | Schönhof | Eingliederung | Testorf-Steinfort | Grevesmühlen |
| 01.07.1961 | Abtshagen | Eingliederung | Wittenhagen | Grimmen |
| 01.07.1961 | Gruel | Eingliederung | Ahrenshagen | Ribnitz-Damgarten |
| 01.07.1961 | Tressentin | Eingliederung | Allerstorf | Ribnitz-Damgarten |
| 01.07.1961 | Hermannshagen Heide | Eingliederung | Hermannshof | Ribnitz-Damgarten |
| 01.07.1961 | Pastow Teschendorf | Eingliederung | Broderstorf | Rostock-Land |
| 01.07.1961 | Elmenhorst Lichtenhagen                                                                                                  | Zusammenschluss | Elmenhorst/Lichtenhagen                                                                                                  | Rostock-Land |
| 01.07.1961 | Karow | Eingliederung | Bergen/Rügen | Rügen |
| 01.07.1961 | Swantow | Eingliederung | Poseritz | Rügen |
| 01.07.1961 | Groß Kubitz | Eingliederung | Ummanz (Insel) | Rügen |
| 01.07.1961 | Günz | Eingliederung | Altenpleen | Stralsund-Land |
| 01.07.1961 | Lassentin | Eingliederung | Neu Bartelshagen | Stralsund-Land |
| 01.07.1961 | Martensdorf | Eingliederung | Niepars | Stralsund-Land |
| 01.07.1961 | Nienhagen | Eingliederung | Jakobsdorf | Stralsund-Land |
| 01.07.1961 | Pütte | Eingliederung | Pantelitz | Stralsund-Land |
| 01.07.1961 | Krummenhagen | Eingliederung | Steinhagen | Stralsund-Land |
| 01.07.1961 | Lendershagen | Eingliederung | Velgast | Stralsund-Land |
| 01.07.1961 | Neukloster, OT Perniek                                                                                                   | Umgliederung | Babst | Wismar-Land |
| 01.07.1961 | Groß Stieten | Eingliederung | Bad Kleinen | Wismar-Land |
| 01.07.1961 | Rastorf | Eingliederung | Beidendorf | Wismar-Land |
| 01.07.1961 | Gamehl | Eingliederung | Benz | Wismar-Land |
| 01.07.1961 | Dambeck | Eingliederung | Bobitz | Wismar-Land |
| 01.07.1961 | Karow | Eingliederung | Dorf Mecklenburg | Wismar-Land |
| 01.07.1961 | Gressow | Eingliederung | Gägelow | Wismar-Land |
| 01.07.1961 | Beckerwitz Hohenkirchen                                                                                                  | Zusammenschluss | Gramkow | Wismar-Land |
| 01.07.1961 | Käselow | Eingliederung | Groß Krankow | Wismar-Land |
| 01.07.1961 | Lischow Madsow Nantrow                                                                                                   | Zusammenschluss | Hagebök | Wismar-Land |
| 01.07.1961 | Zurow OT Ravensruh | Umgliederung | Neukloster | Wismar-Land |
| 01.07.1961 | Reinstorf | Eingliederung | Zurow | Wismar-Land |
| 01.07.1961 | Bäbelin | Eingliederung | Züsow | Wismar-Land |
| 01.07.1961 | Karnin | Eingliederung | Usedom | Wolgast |
| 01.07.1961 | Hohensee | Eingliederung | Zemitz | Wolgast |
| 27.07.1961 | Groß Kussewitz Volkenshagen                                                                                              | Zusammenschluss | Klein Kussewitz | Rostock-Land |
| 24.08.1961 | Klein Zastrow | Eingliederung | Dersekow | Greifswald |
| 24.08.1961 | Owstin | Eingliederung | Gützkow | Greifswald |
| 16.09.1961 | Zühlitz | Eingliederung | Altenkirchen | Rügen |
| 01.10.1961 | Grimmen OT Lehmhagen und Müggenwalde                                                                                     | Neubildung | Lehmhagen | Grimmen |
| 01.10.1961 | Michaelsdorf | Eingliederung | Fuhlendorf | Ribnitz-Damgarten |
| 01.01.1962 | Teschow | Eingliederung | Alt Bukow | Bad Doberan |
| 01.01.1962 | Altensien | Eingliederung | Sellin, Ostseebad | Rügen |
| 01.07.1962 | Admannshagen Bargeshagen                                                                                                 | Zusammenschluss | Admannshagen-Bargeshagen                                                                                                 | Bad Doberan |
| 01.01.1965 | Dändorf | Eingliederung | Dierhagen, Ostseebad | Ribnitz-Damgarten |
| 10.10.1965 | Bandelstorf | Eingliederung | Dummerstorf | Rostock-Land |
| 10.10.1965 | Thelkow, OT Alt Stassow                                                                                                  | Umgliederung | Grammow | Rostock-Land |
| 10.10.1965 | Teutendorf, OT Helmstorf                                                                                                 | Umgliederung | Tessin | Rostock-Land |
| 08.09.1966 | Büttelkow Gersdorf Sandhagen                                                                                             | Zusammenschluss | Biendorf | Bad Doberan |
| 08.09.1966 | Büttelkow, OT Wichmannsdorf                                                                                              | Umgliederung | Jennewitz | Bützow |
| 01.01.1967 | Gorow | Eingliederung | Hanstorf | Bad Doberan |
| 01.10.1968 | Metelsdorf | Eingliederung | Dorf Mecklenburg | Wismar-Land |
| 01.01.1969 | Zweedorf | Eingliederung | Bastorf | Bad Doberan |
| 01.07.1971 | Wehrland | Eingliederung | Zemitz | Wolgast |
| 01.07.1973 | Lodmannshagen | Eingliederung | Neu Boltenhagen | Kreis Greifswald |
| 01.07.1973 | Gustebin Pritzwald | Eingliederung | Wusterhusen | Kreis Greifswald |
| 01.07.1973 | Nonnendorf Voddow | Eingliederung | Rubenow | Wolgast |
| 04.09.1973 | Reetzow | Eingliederung | Benz | Wolgast |
| 04.09.1973 | Hollendorf | Eingliederung | Kröslin | Wolgast |
| 04.09.1973 | Krienke Liepe Warthe | Eingliederung | Rankwitz | Wolgast |
| 04.09.1973 | Welzin | Eingliederung | Usedom | Wolgast |
| 01.01.1974 | Ausgliederung der Stadt Greifswald aus dem Kreis Greifswald 10 Landkreise, 3 Stadtkreise → 10 Landkreise, 4 Stadtkreise  | Ausgliederung der Stadt Greifswald aus dem Kreis Greifswald 10 Landkreise, 3 Stadtkreise → 10 Landkreise, 4 Stadtkreise  | Ausgliederung der Stadt Greifswald aus dem Kreis Greifswald 10 Landkreise, 3 Stadtkreise → 10 Landkreise, 4 Stadtkreise  | Ausgliederung der Stadt Greifswald aus dem Kreis Greifswald 10 Landkreise, 3 Stadtkreise → 10 Landkreise, 4 Stadtkreise  |
| 01.01.1974 | Groß Schönweide | Eingliederung | Greifswald | – |
| 01.01.1974 | Kemnitz OT Friedrichshagen                                                                                               | Umgliederung | Greifswald | – |
| 01.01.1974 | Hermannshof | Eingliederung | Bartelshagen II b. Barth                                                                                                 | Ribnitz-Damgarten |
| 01.01.1974 | Bodstedt | Eingliederung | Fuhlendorf | Ribnitz-Damgarten |
| 01.01.1974 | Dänschenburg Völkshagen                                                                                                  | Eingliederung | Gresenhorst | Ribnitz-Damgarten |
| 01.01.1974 | Hirschburg | Eingliederung | Ribnitz-Damgarten | Ribnitz-Damgarten |
| 01.01.1974 | Redebas Saatel | Zusammenschluss | Löbnitz | Ribnitz-Damgarten |
| 01.01.1974 | Bresewitz | Eingliederung | Pruchten | Ribnitz-Damgarten |
| 01.01.1974 | Tempel | Eingliederung | Ribnitz-Damgarten | Ribnitz-Damgarten |
| 01.01.1974 | Kückenshagen Neuendorf                                                                                                   | Eingliederung | Saal | Ribnitz-Damgarten |
| 01.01.1974 | Prangendorf | Eingliederung | Cammin | Rostock-Land |
| 01.01.1974 | Schlage | Eingliederung | Dummerstorf | Rostock-Land |
| 01.02.1974 | Roggenstorf, OT Groß Voigtshagen                                                                                         | Umgliederung | Dassow | Grevesmühlen |
| 01.02.1974 | Barendorf bei Grevesmühlen                                                                                               | Eingliederung | Grevesmühlen | Grevesmühlen |
| 01.02.1974 | Hohen Schönberg | Eingliederung | Kalkhorst | Grevesmühlen |
| 01.05.1974 | Lehmhagen, OT Müggenwalde                                                                                                | Umgliederung | Splietsdorf | Grimmen |
| 01.05.1974 | Lehmhagen | Eingliederung | Stoltenhagen | Grimmen |
| 19.05.1974 | Müssow | Eingliederung | Behrenhoff | Greifswald-Land |
| 19.05.1974 | Alt Negentin | Eingliederung | Dargelin | Greifswald-Land |
| 19.05.1974 | Krebsow Sanz | Eingliederung | Groß Kiesow | Greifswald-Land |
| 19.05.1974 | Grün Kordshagen | Eingliederung | Jakobsdorf | Stralsund-Land |
| 19.05.1974 | Jarkvitz | Eingliederung | Altefähr | Rügen |
| 19.05.1974 | Alt Reddevitz | Eingliederung | Middelhagen | Rügen |
| 19.05.1974 | Boldevitz | Eingliederung | Parchtitz | Rügen |
| 06.03.1984 | Bad Kleinen OT Groß Stieten                                                                                              | Neubildung | Groß Stieten | Wismar-Land |
| 06.03.1984 | Dorf Mecklenburg OT Metelsdorf                                                                                           | Neubildung | Metelsdorf | Wismar-Land |